# 赵飞燕
赵飞燕（—前1年），西汉汉成帝第二任皇后，汉哀帝时皇太后。她以絕世美貌著称，能歌善舞，受漢成帝專寵二十年，所谓“环肥燕瘦”讲的便是她和杨玉环，而燕瘦也通常用以比喻体态轻盈瘦弱的美女。历代文人对她的故事也很感兴趣，很多诗词文赋中都有关于她的描述。
正史未记载其本名，号“飞燕”，故称赵飞燕。小说《飛燕外傳》称其名宜主。赵飞燕体态轻盈，身轻如燕，传说中能作掌上舞，她是一位中国民间传说中最传奇和神話般的美女。正史上对她的记载很少，然而关于她的野史逸书却又很多，赵飞燕与妹妹赵昭仪（小说《飛燕外傳》称赵合德）的故事是一个不断流传并逐渐丰富发展的过程，尤以《西京杂记》、《飞燕外传》最为影响深远。

## 生平

### 出身
赵飞燕出身平民，父亲赵临是官府家奴。赵飞燕在生下后就被抛弃，三天后竟然还活着，便把她抱回家中抚养。长大后出落成美女，美貌惊人，成了阳阿公主府上的歌妓，开始学习歌舞，因其舞姿轻盈如燕飞凤舞而得名“飞燕”。
《飞燕外传》中赵氏姐妹的出身则被演绎得更为传奇，赵氏姐妹的母亲是江都王刘建的孙女，姑蘇郡主繼承皇家血統，是個美貌無比的絕色美人，嫁江都中尉赵曼，几个月后，赵曼得了一种怪病，接连半月时间高烧不退，此后落下后遗症，阳物难以再举，成为废人，姑苏郡主貌如天仙，生性也风流，耐不住守活寡的生活，與英俊的乐师冯万金通姦，冯万金和姑苏郡主偷情的结果是，姑苏郡主怀孕了，最后产下一对双胞胎女婴，就是赵氏姐妹。这对女婴可爱至极，但却为赵曼不容，姑苏郡主忍痛將兩個私生女抛弃，三天后姑苏郡主發現她們还活着，於心不忍，又將她們抱回來，交給冯万金撫養，后因父亲逝世，冯家衰败而从姑苏流落到长安，被人唤作赵主子，趙氏姐妹長大後美貌過人，也是当时难得一见的美人，后用刺绣讨好阳阿公主的总管赵临，成为他的义女。《赵飞燕别传》中还曾描述姐妹俩因孤苦无依在集市上卖草鞋为生。

### 汉成帝时期
汉成帝时常微服外出游乐，一次来到阳阿公主府见赵飞燕妖冶冷艷，舞技絕妙，被其美豔和舞姿所迷，十分高兴，便把她招入宫中，大为宠幸。后来听说她還有一个妹妹趙合德，長得非常漂亮，又溫柔多情，連赵飞燕也自愧不如，便下令招入宫中，姐妹“俱为婕妤，贵倾后宫”。成帝固宠赵氏姐妹，对其他妃嫔不屑一顾，对她们的宠爱逾越了礼制，许皇后、班婕妤等人皆失宠。鸿嘉三年（前18年）赵飞燕趁机告发许皇后等人蛊诅他人，求己亲媚，祸及皇帝。皇太后王政君得知後大怒，下令彻查，许皇后因此被废。之后汉成帝欲立赵飞燕为皇后，但皇太后王政君嫌弃她出身卑微，不同意。太后的外甥侍中淳于长深得太后信任，他多次在太后面前为成帝立赵飞燕为皇后一事说情，终于得到了太后的认可。
永始元年（前16年）四月，成帝先封赵飞燕的父亲赵临为成阳侯，改变她家卑微的身份。六月，封赵飞燕为皇后，封趙合德為昭儀，大赦天下。
赵飞燕成為皇后，虽然获得了作为女人的最显赫地位，但成帝对她的宠爱却渐渐不如以往，成帝最为宠愛她的妹妹趙合德，封為昭仪。赵昭仪居住的宫殿—昭阳舍极尽奢华，中庭以彤红之色，殿内油漆一新。门限以黄铜襄饰，并涂上黄金。上殿的阶梯以白玉砌成，殿内壁上露出的如带一般的横木以金环装饰，同时嵌入蓝田玉壁、明珠、翠羽、其富丽奢侈，为诸宫之最。《西京杂记》对赵氏姐妹的居处之奢华富丽也有长篇累牍的描述。
赵飞燕姐妹虽然相继专宠后宫十多年，但都没有子嗣。《飞燕外传》中的解释是姐妹二人为驻颜却老使用息肌丸以致不孕。
绥和元年（前8年），定陶王刘欣来长安，其祖母傅太后私下以許多金銀珠寶、珍玩布帛贿赂赵飞燕姐妹，打通關節，在她们的帮助下，一直没有子嗣的汉成帝立刘欣为太子。第二年春，成帝突然去世，赵飞燕之妹赵昭仪被众人追罪，因此自杀。

### 汉哀帝时期
刘欣即位，是为汉哀帝，尊赵飞燕为皇太后。他感念赵飞燕当初拥立之功，封赵飞燕的弟弟趙钦为新成侯、趙飛燕的侄儿赵䜣為成阳侯，赵氏一门两侯，地位显赫。然而几个月后，司隶解光弹劾赵昭仪怂恿皇帝杀害许美人、中宫史曹宫所生皇子，称“赵昭仪倾乱圣朝，亲灭继嗣，家属当伏天诛”要求追究赵氏一族的罪过。哀帝于是下令免去赵飞燕兄弟新城侯赵钦、侄儿成阳侯赵䜣的爵位，贬为庶人，家属被驱赶至辽西郡。议郎耿育上疏为赵飞燕求情，对解光揭出的杀害皇子案持怀疑态度，痛斥其落井下石。由于哀帝得继皇位乃赵飞燕大力促成，加上她与哀帝祖母傅太后关系密切，自然不再予以追究，赵飞燕总算能安下心来，保住了皇太后的位子，但这样一来被太皇太后王政君和王氏家族所仇恨。

### 死亡
元寿二年（前1年）六月，哀帝崩逝。与哀帝不睦的王氏外戚集团东山再起，哀帝宠臣和外戚遭到了严厉的打击，赵太后也没能例外。王莽挟太皇太后王政君下诏曰“前皇太后与昭仪俱侍帷幄，姊妹专宠锢寝，执贼乱之谋，残灭继嗣以危宗庙，悖天犯祖，无为天下母之义。贬皇太后为孝成皇后，徙居北宫。”一个月后王莽又下诏将趙皇后和哀帝傅皇后一起贬为庶人，赶去看守自己丈夫的陵园，当天二人一同自杀，赵飞燕比妹妹趙合德多活了六年。
具体墓葬地无记载。有学者推测，今延陵北部“三座圆丘形封土”为趙飛燕姐妹，以及同为废后的许皇后墓:67。

## 野史
關於趙飛燕的野史有《飛燕外傳》、《趙飛燕別傳》、《昭陽趣史》等。在這些小說中，趙氏姐妹的故事被渲染的更為傳奇，成了江都中尉趙曼妻（江都王孫女姑蘇郡主）與樂工馮萬金的私生女，長大後姐妹倆天生美人的胚子。趙飛燕的形象也進一步被演繹為恃嬌奪寵、妖媚惑主、淫蕩狐媚、陰險狠毒的女人。《昭陽趣史》中趙氏姐妹則有了神話色彩，趙飛燕前生為青邱山燕子精，趙合德前生為松果山九尾野狐狸精。

### 舞若飞燕
关于赵飞燕的舞蹈，有着浓重的传奇色彩。《西京杂记》中：“赵后体轻腰弱，善行步进退”，《赵飞燕别传》中：“赵后腰骨纤细，善踽步而行，若人手持花枝，颤颤然，他人莫可学也”。“踽步”是赵飞燕独创，其手如拈花颤动，身形似风轻移，可见其舞蹈功底深厚。她还能控制呼吸，传说她能站在人的手掌之上扬袖飘舞，宛若飞燕。赵飞燕亦善鼓琴，《西京杂记》记载她有一张琴名为“凤凰宝琴”，侍郎庆安世演奏了一曲《双凤离鸾曲》后，赵飞燕尤为激动，用自己的宝琴奏了一曲《归风送远操》，飘逸逍遥。她还赠予庆安世两张名贵的琴，一曰“秋语疏雨”，一曰“白鹤”。

### 归风送远操
历史上赵飞燕长期以善歌舞的美女形象出现，然而据《西京杂记》记载她曾做《归风送远操》（又名《归风送远曲》）一首“凉风起兮天陨霜，怀君子兮渺难望，感予心兮多慨慷”。曲写秋风萧萧，寒霜早降，永夜无寐，藉此怀人，词则慷慨苍凉、豪迈深情。可见赵飞燕不仅能歌善舞，也有一份才情。

### 燕啄皇孙
《汉书》裡记载成帝死后，司隶解光对赵合德杀害许美人及女官曹宫之子的奏疏，其动机是想惩罚赵飞燕。但从奏疏中看出，赵飞燕并未参予这一罪行。而且奏疏也表明，成帝自己也脱不了干系，议郎耿育对此案也有质疑。然而外人眼中，赵氏姐妹被视为一体，班固的评论是“飞燕之妖，祸成厥妹”，并将燕啄皇孙的童谣载入正史，这个典故也因此流传下来以致于失去了本意而成为后妃杀害皇族的一个典故。駱賓王的著名文章《討武曌檄》即引用之。

### 詐托有孕
宋代秦醇的《趙飛燕別傳》中，有描寫趙飛燕因無法懷孕，而「欲為自利長久計」假裝懷孕，多次從宮外買入剛出生的男嬰冒充皇子但最終未能得逞，只好對漢成帝說自己生下一個兒子，但已夭折了。

### 留仙裙
赵飞燕体态极其轻盈，每当她纤腰款摆、迎风飞舞时，就好像要乘风而去一般。一天她穿了一件云英紫裙来到太液池边，在笙歌鼓乐中翩翩起舞，突然间狂风大作，像风筝一样飘起来。于是成帝赶紧叫乐师们拉住赵飞燕的裙摆，免得她被风吹走。待风停时，发现赵飞燕的云英紫裙竟被抓得皱皱的，从此宫女们盛行穿折叠出褶皱的裙子，美名其曰“留仙裙”。其后汉成帝为防止赵飞燕被风吹走，还修建了一座七宝避风台供她跳舞使用。留仙裙類似現代女性穿的百褶裙 

### 香肌丸
野史记载赵飞燕为使肌肤雪白娇嫩，把一种秘方配制叫作香肌丸的药丸塞入肚脐。这种丸药是由麝香、高丽参、鹿茸等名贵药物制成的蜜丸，将其放入肚脐内，确实功效显着，用后可使人肤如凝脂，肌香甜蜜，肌膚勝雪，雙眸似星，但该药之毒却会经久滞留积蓄在任督二脉内，令女人终生無法懷孕。皇家藥劑師上官嫵曾教趙飛燕用羊躑躅煮湯洗滌，可是已無法挽救。飛燕合德，悔不當初。

### 掌中舞
唐代詩人徐凝在他的《漢宮曲》中形容道「趙家飛燕侍昭陽，掌中舞罷簫聲絕」，掌中舞從此成了趙飛燕的一個獨有標誌。

## 影响和评价

### 正面
赵飞燕的传说在中国民间和历史上广为传播，中国现存最早的年画宋朝版《隋朝窈窕呈倾国之芳容图》（又名《四美图》），其中一美女就是赵飞燕。历代文人在形容比附美女时，往往借用了她的形象，如李白：“借问汉宫谁得似，可怜飞燕倚新妆”。可以说赵飞燕已成为中国古代文学乃至中国文化中美女的代表人物之一，蕴含着传统文化深层次对人类形体的一种美学鉴赏。明清以来，緁伃妾娋印亦因赵飞燕名气之故，长期被误解为“赵飞燕印”。

### 负面
赵氏姐妹恃宠而骄，被指参与杀害漢成帝皇子，謀害漢室，在中国历史上被視為红颜祸水，班固在《汉书》载“赵氏乱内”。《西京杂记》和《飞燕外传》还记载赵氏姐妹與侍郎、宫奴通姦，淫乱宫闱的事跡。

## 圖集

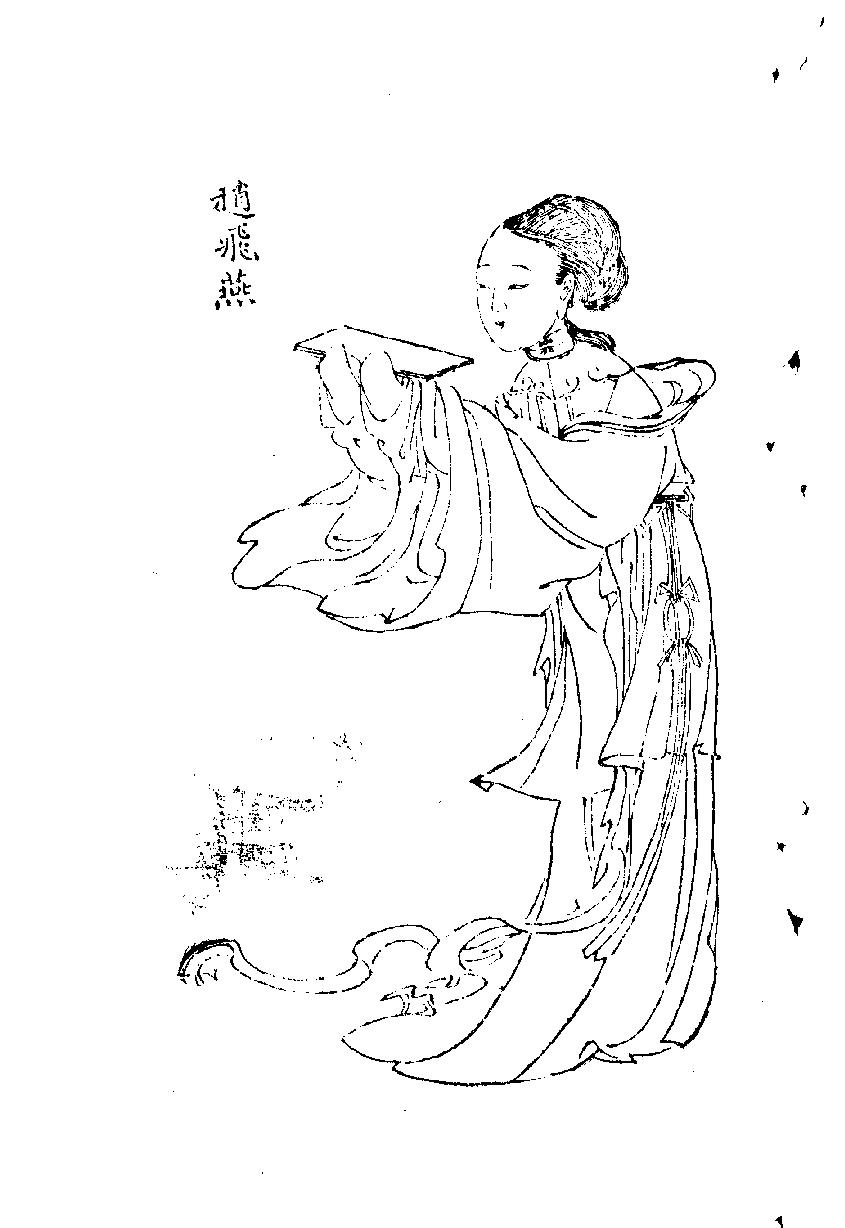
《歷朝名媛詩詞》
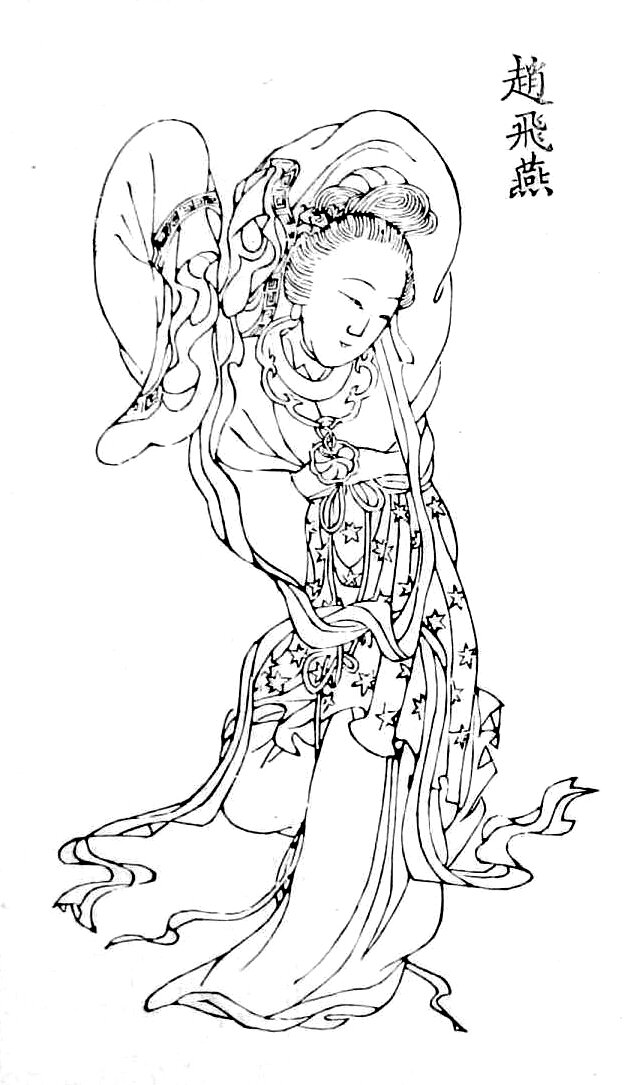
《百美新咏图传》
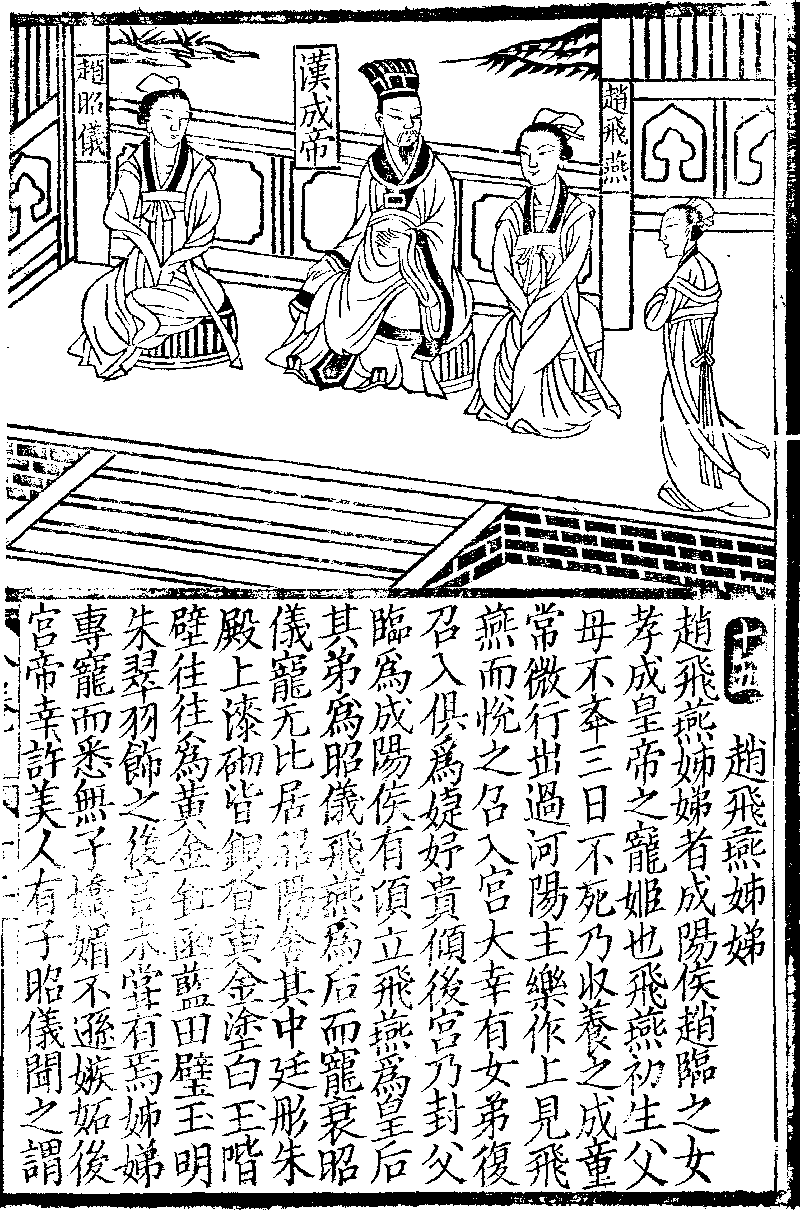
《續列女傳》

## 影视文學作品
長篇歷史小説
- . 台灣遠流出版社實學社. 1999年.  / 《趙飛燕》，台灣書店[19]

### 電視劇
| 影視作品     | 飾演赵飞燕的演員 |
| 《汉宫飞燕》 | 赵明明           |
| 《母仪天下》 | 佟丽娅           |

## 延伸阅读
[在维基数据编辑]
 《漢書·卷097上》，出自班固《漢書》
 《漢書/卷097下》，出自班固《漢書》
 在维基共享资源阅览影像

### 引用
1. 1 2 3  《汉书·卷九十七下·外戚传第六十七下》：孝成赵皇后，本长安宫人。初生时，父母不举，三日不死，乃收养之。及壮，属阳阿主家，学歌舞，号曰飞燕。成帝尝微行出。过阳阿主，作乐，上见飞燕而说之，召入宫，大幸。有女弟复召入，俱为婕妤，贵倾后宫。
2. ↑  唐代诗人徐凝《汉宫曲》：水色帘前流玉霜，赵家飞燕侍昭阳。掌中舞罢箫声绝，三十六宫秋夜长。
3. 1 2  《飞燕外传》：万金得通赵主。主有娠，曼性暴妒，且早有私病，不近妇人。主恐，称疾居王宫。一产二女，归之万金，长曰宜主，次曰合德，然皆冒姓赵。宜主幼聪悟，家有彭祖方瓜之书，善行气术，长而纤便轻细，举止翩然，人谓之飞燕。
4. ↑  《赵飞燕别传》：姊曾忆家贫寒馁，无聊赖，使我共邻家女为草履市米。一日得米归，遇风雨，无火可炊，饥寒甚，不能成寐，使我拥姊背，同泣，此事姊岂不忆也？
5. ↑  《汉书·卷九十七下·外戚传第六十七下》：赵飞燕姊弟亦从自微贱兴，逾越礼制，浸盛于前。班婕妤及许皇后皆失宠，稀复进见。鸿嘉三年，赵飞燕谮告许皇后、班婕妤挟媚道，祝诅后宫，詈及主上。许皇后坐废。
6. ↑  《汉书·卷九十七下·外戚传第六十七下》：上欲立赵婕妤。皇太后嫌其所出微甚，难之。太后姊子淳于长为侍中，数往来传语，得太后指，上立封赵婕妤父临为成阳侯。后月余，乃封婕妤为皇后。
7. ↑  《汉书·卷十·成帝纪第十》：夏四月，封婕妤赵氏父临为成阳侯。六月丙寅，封皇后赵氏。大赦天下。
8. 1 2  《汉书·卷九十七下·外戚传第六十七下》：皇后既立，后宽少衰，而弟绝幸，为昭仪。居昭阳舍，其中庭彤朱，而殿上髤漆，切皆铜沓黄金涂，白玉阶，壁带往往为黄金釭，函蓝田璧，明珠、翠羽饰之，自后宫未尝有焉。姊弟颛宠十余年，卒皆无子。
9. ↑  《飞燕外传》：阳华善贲饰，常教后九回沉水香，泽雄麝脐，内息肌丸。婕妤亦内息肌丸，常试，若为妇者，月事益保他日，后言于承光司剂者上官妩。妩膺曰：“若如是，安能有子乎？”教后煮美花涤之，终不能懷孕。
10. ↑  《汉书·卷九十七下·外戚传第六十七下》：哀帝既立，尊赵皇后为皇太后，封太后弟侍中驸马都尉钦为新成侯。赵氏侯者凡二人。
11. ↑  《汉书·卷九十七下·外戚传第六十七下》：今昭仪所犯尤悖逆，罪重于谒，而同产亲属皆在尊贵之位，迫近帏幄，群下寒心，非所以惩恶崇谊示四方也。请事穷竟，丞相以下议正法。
12. ↑  《汉书·卷九十七下·外戚传第六十七下》：且褒广将顺君父之美，匡救销灭既往之过，古今通义也。事不当时固争，防祸于未然，各随指阿从，以求容媚，晏驾之后，尊号已定，万事已讫，乃探追不及之事，讦扬幽昧之过，此臣所深痛也！　愿下有司议，即如臣言，宜宣布天下，使咸哓知先帝圣意所起。不然，空使谤议上及山陵，下流后世，远闻百蛮，近布海内，甚非先帝托后之意也。盖孝子善述父之志，善成人之事，唯陛下省察！
13. ↑  《汉书·卷九十七下·外戚传第六十七下》：　哀帝为太子，亦颇得赵太后力，遂不竟其事。傅太后恩赵太后，赵太后亦归心，故成帝母及王氏皆怨之。
14. ↑  《汉书·卷九十七下·外戚传第六十七下》：后月余，复下诏曰：“皇后自知罪恶深大，朝请希阔，失妇道，无共养之礼，而有虎狼之毒，宗室所怨，海内之仇也，而尚在小君之位，诚非皇天之心。夫小不忍乱大谋，恩之所不能已者义之所割也。今废皇后为庶人，就其园。”是日自杀。立十六年而诛。
15. ↑  刘卫鹏、岳起. . 华夏考古 (河南省郑州市: 华夏考古杂志编辑部). 2009, (2009年第1期): 65－72,101. ISSN 1001-9928 （简体中文）.
16. ↑  《西京杂记》：赵后有宝琴曰凤凰，皆以金玉隐起，为龙凤螭鸾，右贤烈女之象。亦善为归风送远之操焉。
17. ↑  《飞燕外传》： 婕妤接帝于太液池，作千人舟，号合宫之舟；池中起为瀛洲，榭高四十尺，帝御流波文无缝衫，后衣南越所贡云英紫裙，碧琼轻绡。广榭上，后歌舞归风送远之曲，帝以文犀簪击玉瓯，令后所爱侍郎冯无方吹笙，以倚后歌中流。歌酣，风大起，后顺风扬音，无方长吸细袅与相属，后裙髀曰：“顾我，顾我！”后扬袖曰：“仙乎，仙乎！去故而就新，宁忘怀乎？
“帝曰：“无方为我持后！”无方舍吹持后履。久之，风霁，后泣曰：“帝恩我，使我仙去不待。”怅然曼啸，泣数行下。帝益愧爱后，赐无方千万，入后房闼。他日，宫姝幸者，或襞裙为绉，号曰留仙裙。
18. ↑  .   [2014-07-01]. （原始内容存档于2014-07-14）.
19. ↑  台灣遠流出版社實學社. .   [1999-10-01]. （原始内容存档于2020-04-05）.